# Rodrigo Lombardi
Rodrigo Lombardi, all'anagrafe Rodrigo Maranguape Lombardi (San Paolo, 15 ottobre 1976), è un attore e doppiatore brasiliano.

## Biografia

### Origini
Rodrigo Lombardi è nato il 15 ottobre 1976 a San Paolo (Brasile), è il figlio maggiore di Rose Lombardi, una casalinga di origini libanesi, e di Ary Lombardi, un rappresentante commerciale di origini egiziane, ed ha quattro fratelli: Andréa, Bruna, Pablo e Kauê.

### Carriera
Dai diciassette anni studia inglese a San Diego, negli Stati Uniti d'America. Tornato a San Paolo, ha lavorato come agente di viaggio, fino a quando ha scritto la sua prima opera teatrale.
Ha debuttato come attore in teatro nel 1995 in João e o Pé de Feijão. Nel 1999 è entrato a far parte del Grupo Tapa, una delle compagnie teatrali più importanti del Brasile. In teatro ha recitato in A Mandrágora (2004), Ricardo III (2006) e Don Juan (2012). Ha fatto più di cinquanta audizioni per ottenere un ruolo in televisione. Nel 1998 ha debuttato in televisione nella serie infantile Meu Pé de Laranja Lima su Band, in cui ha interpretato il ruolo di Henrique, un ragazzo in cerca di smascheramento del falso benefattore della città, che in realtà gli ha rubato la famiglia.
Nel 2001 ha preso parte a un altro spettacolo per bambini nella serie in onda su RecordTV Acampamento Legal, dove ha interpretato la guardia forestale Bob.  Nel 2002 è stato scritturato per il ruolo di Chico nella serie in onda su Sistema Brasileiro de Televisão Marisol, che ha aiutato la coppia principale di amici a stare insieme. Nel 2004 ha interpretato uno dei ruoli centrali nella soap opera Metamorphoses, nei panni del dottor Fábio, che ha contestato il cuore del protagonista. Nel 2005 durante la messa in scena della commedia A Mandrágora, il produttore di TV Globo lo ha mandato a fare un provino per la serie Bang Bang, dove è stato approvato.
Da quel momento in poi ha modificato diverse opere, avendo recitato nel 2006 nella telenovela Pé na Jaca, nei ruolo di Tadeu, fratello del protagonista Lance (interpretato da Marcos Pasquim); nel 2007 e nel 2008 nella telenovela Desejo Proibido, nel ruolo del giornalista farabutto Ciro. Nel 2009 ha superato i test per la miniserie Maysa: When Fala o Coração, ma ha finito per passare nella telenovela Caminho das Índias, dove ha guadagnato importanza con il ruolo di Indian Raj. Nella trama Rodrigo nasce come comprimario, interpretando l'uomo con cui il protagonista è costretto a sposarsi, ma visto il successo di pubblico della coppia, viene elevato al ruolo di protagonista.
Nel 2010 ha ricoperto il ruolo del protagonista Mauro nella telenovela Passione. L'anno successivo, nel 2011, ha interpretato un altro ruolo importante nella sua carriera: il protagonista Herculano Quintanilha nella telenovela delle O Astro. Nel 2012 ha ricoperto il ruolo del protagonista Théo nella telenovela Salve Jorge di Glória Perez. Nel 2014 è tornato alla drammaturgia nel remake di Meu Pedacinho de Chão.
Nel 2015 è stato incluso nel cast della serie Verdades Secretas, in cui ha ricoperto il ruolo del grande cattivo ossessivo Alexandre Ticiano. L'anno successivo, nel 2016 ha interpretato il ruolo del progressista Capitano Ernesto Rosa nella serie Velho Chico. Nel 2017 ha interpretato il ruolo dell'uomo d'affari Caio nella telenovela A Força Do Querer. Nel 2017 e nel 2021 è stato invitato a sostituire l'attore Domingos Montagner, scomparso il 15 settembre 2016, nella serie Carcereiros - Dietro le sbarre (Carcereiros), ispirata all'omonimo libro di Dráuzio Varella e dove ha interpretato il ruolo di Adriano Ferreira de Araújo.
Nel 2021 è stato scelto per interpretare il ruolo del vice console João Guimarães Rosa nella miniserie in onda su TV Globo Passaporto per la libertà (Passaporte para Liberdade), in cui ha recitato insieme all'attrice Sophie Charlotte. L'anno successivo, nel 2022 ha recitato nel musical Sweeney Todd con il ruolo di Benjamin Barker, un barbiere costretto a lasciare Londra a causa di una lite con il giudice Turpin.

## Vita privata
Rodrigo Lombardi dal 2005 è sposato con la truccatrice Betty Baumgarten, dalla quale ha avuto un figlio che si chiama Rafael Baumgarten Lombardi, nato il 15 gennaio 2008 a San Paolo.

## Filmografia

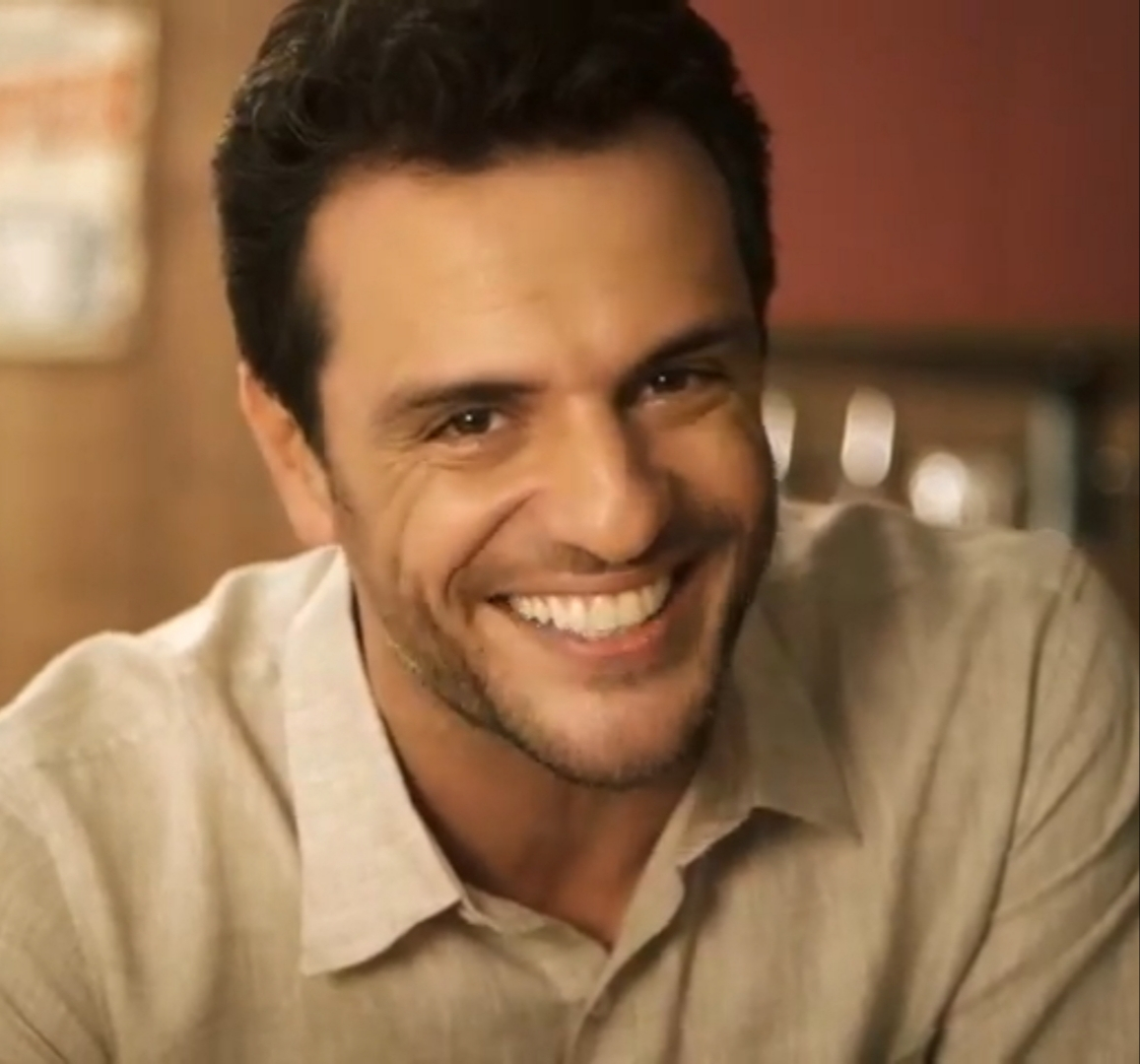
Rodrigo Lombardi nel 2015.

### Attore

#### Cinema
- Bed and Breakfast (Bed & Breakfast: Love is a Happy Accident), regia di Marcio Garcia (2010)
- Os Amigos, regia di Lina Chamie (2013)
- Amor em Sampa, regia di Carlos Alberto Riccelli e Kim Riccelli (2016)
- O Olho e a Faca, regia di Paulo Sacramento (2019)
- Carcereiros: O Filme, regia di José Eduardo Belmonte (2019)
- Duetto, regia di Vicente Amorim (2022)
- Grande Sertão, regia di Guel Arraes (2023)
- Bluefish (2023)
- Jardim dos Girassóis, regia di Marcelo Antunez (2023)

#### Televisione
- Meu Pé de Laranja Lima – soap opera (1998)
- Marisol – serie TV, 2 episodi (2002)
- Acampamento Legal – serie TV, 180 episodi (2001-2002)
- Metamorphoses – serie TV (2004)
- Bang Bang – serie TV, 81 episodi (2005-2006)
- Pé na Jaca – serie TV, 178 episodi (2006-2007)
- Desejo Proibido – serie TV, 118 episodi (2007-2008)
- Casos e Acasos – serie TV, 1 episodio (2008)
- Guerra e Paz – serie TV, 1 episodio (2008)
- Caminho das Índias – soap opera, 102 episodi (2009)
- Passione – soap opera, 109 episodi (2010)
- O Astro – soap opera, 29 episodi (2011)
- As Brasileiras – serie TV, 1 episodio (2011)
- A Grande Família – soap opera, 1 episodio (2013)
- Salve Jorge – soap opera, 179 episodio (2012-2013)
- Meu Pedacinho de Chão – serie TV, 96 episodi (2014)
- Verdades Secretas – soap opera, 65 episodi (2015, 2021)
- Velho Chico – serie TV, 12 episodi (2016)
- A Força do Querer – soap opera, 169 episodi (2017)
- Carcereiros - Dietro le sbarre (Carcereiros) – serie TV, 33 episodi (2017-2018, 2021)
- Passaporto per la libertà (Passaporte para Liberdade) – miniserie TV, 8 episodi (2021)
- Travessia – serie TV, 35 episodi (2022)

#### Cortometraggi
- Predileção, regia di Marcio Garcia (2009)

### Doppiatore

#### Cinema
- La principessa e il ranocchio (The Princess and the Frog), regia di Ron Clements e John Musker (2009)
- Toy Story 3 - La grande fuga (Toy Story 3), regia di Lee Unkrich (2010)
- Rapunzel - L'intreccio della torre (Tangled), regia di Nathan Greno e Byron Howard (2010)
- Ribelle - The Brave (Brave), regia di Mark Andrews, Brenda Chapman e Steve Purcell (2012)
- Il magico mondo di Oz (Legends of Oz: Dorothy's Return), regia di Will Finn e Dan St. Pierre (2013)
- Dragon Trainer 2 (How to Train Your Dragon 2), regia di Dean DeBlois (2014)
- Malu Moletom - Uma História para Aquecer a Todos (2016)
- Zootropolis (Zootopia), regia di Byron Howard, Rich Moore e Jared Bush (2016)
- Il libro della giungla (The Jungle Book), regia di Jon Favreau (2016)
- I Puffi - Viaggio nella foresta segreta (Smurfs: The Lost Village), regia di Kelly Asbury (2017)
- Cattivissimo me 3 (Despicable Me 3), regia di Pierre Coffin, Kyle Balda ed Eric Guillon (2017)
- Transformers - L'ultimo cavaliere (Transformers: The Last Knight), regia di Michael Bay (2017)
- I Croods 2 - Una nuova era (The Croods: A New Age), regia di Joel Crawford (2020)
- Red (Turning Red), regia di Domee Shi (2022)

#### Videogiochi
- PlayStation All-Stars Battle Royale, regia di Manjit Jhita – video game (2012)

## Teatro
- João e o Pé de Feijão (1995)
- Medeia (1997)
- Anjo Proibido (2000)
- Quero a Lua (2000)
- Sonho de uma Noite de Verão (2001)
- Quarteto em Rir Maior (2001)
- Nossa Vida é Uma Bola (2003)
- A Mandrágora (2004)
- Ricardo III (2006)
- A Grande Volta (2010)
- Don Juan (2012)
- Urinal, O Musical (2015)
- Um Panorama Visto da Ponte (2018)
- Sweeney Todd (2022)

## Doppiatori italiani
Nelle versioni in italiano dei suoi film e delle sue serie TV, Rodrigo Lombardi è stato doppiato da:
- Francesco Prando[32] in Carcereiros - Dietro le sbarre[33], in Passaporto per la libertà[34]

## Riconoscimenti
Extra Television Awards, Brasile
- 2007: Candidato come Attore più promettente per la serie Pé na Jaca
- 2009: Vincitore come Miglior attore per la soap opera Caminho das Índias
- 2011: Candidato come Miglior attore per la soap opera O Astro
- 2015: Vincitore come Miglior attore per la soap opera Verdades Secretas

Il migliore dell'anno
- 2011: Candidato come Miglior attore per la soap opera O Astro
- 2015: Candidato come Miglior attore in una soap opera per Verdades Secretas

Il migliore dell'anno NaTelinha
- 2015: Candidato come Miglior attore per la soap opera Verdades Secretas

Premio Contigo, Brasile
- 2010: Candidato come Miglior attore per la soap opera Caminho das Índias
- 2012: Candidato come Miglior attore per la soap opera O Astro
- 2013: Candidato come Miglior attore in una soap opera per Salve Jorge
- 2020: Candidato come Miglior attore in una serie per Carcereiros - Dietro le sbarre (Carcereiros)

Premio d'arte di qualità del Brasile
- 2009: Vincitore come Miglior attore per la soap opera Caminho das Índias

Premio Qualidade, Brasile
- 2009: Vincitore come Miglior attore per la soap opera Caminho das Índias
- 2011: Candidato come Miglior attore per la soap opera O Astro
- 2014: Candidato come Miglior attore per la soap opera Meu Pedacinho de Chão
- 2015: Candidato come Miglior attore per la soap opera Verdades Secretas[35]

Soap Awards, Francia
- 2019: Candidato come Miglior attore internazionale per la serie Caminho das Índias

Trofeo Stampa, Brasile
- 2010: Candidato come Miglior attore per la soap opera Caminho das Índias
- 2018: Candidato come Miglior attore per la serie A Força do Querer
- 2020: Vincitore come Miglior attore per la serie A Força do Querer